# 原新化尋常小學校御真影奉安殿
23°02′12″N 120°18′40″E / 23.03667°N 120.31111°E
原新化尋常小學校御真影奉安殿位於臺灣臺南市新化區，於民國九十三年（2004年）4月8日公告為歷史建築。該建築為臺灣僅存的三座奉安殿之一，原本位在新化國中校園（北院）內，但因為配合新化演藝廳興建工程，拆除了原新化尋常小學校的校舍而遷移到今址。

## 沿革
新化尋常小學校原稱「大目降尋常小學校」，設於1913年4月，1941年3月改制後成為新化國民學校。而奉安殿的來歷在昭和九年版的《新化郡概況》中提到是為了紀念教育敕語「煥發」四十週年而決定興建，後於1931年7月動工，同年10月竣工，耗資898圓。此外奉安殿裡所供奉的「御真影」（天皇與皇后之照片）則是在1931年7月18日提出「御下賜」的申請，1932年1月29日時頒發，同日並舉行「奉戴式」。
二次大戰後，新化國民學校與新化初級女子職業學校的校地為「臺南縣立新化初級中學」所接收，其中新化國民學校部分稱為北院。小學校的校舍在早期曾作為音樂教室使用，後來因增建校舍而閒置，之後又借給新化老人福利協進會使用直到2003年。期間校舍建築因為被老樹蔓生而有「樹屋」之稱，後來因為是危樓而配合新化演藝廳工程中進行拆除。

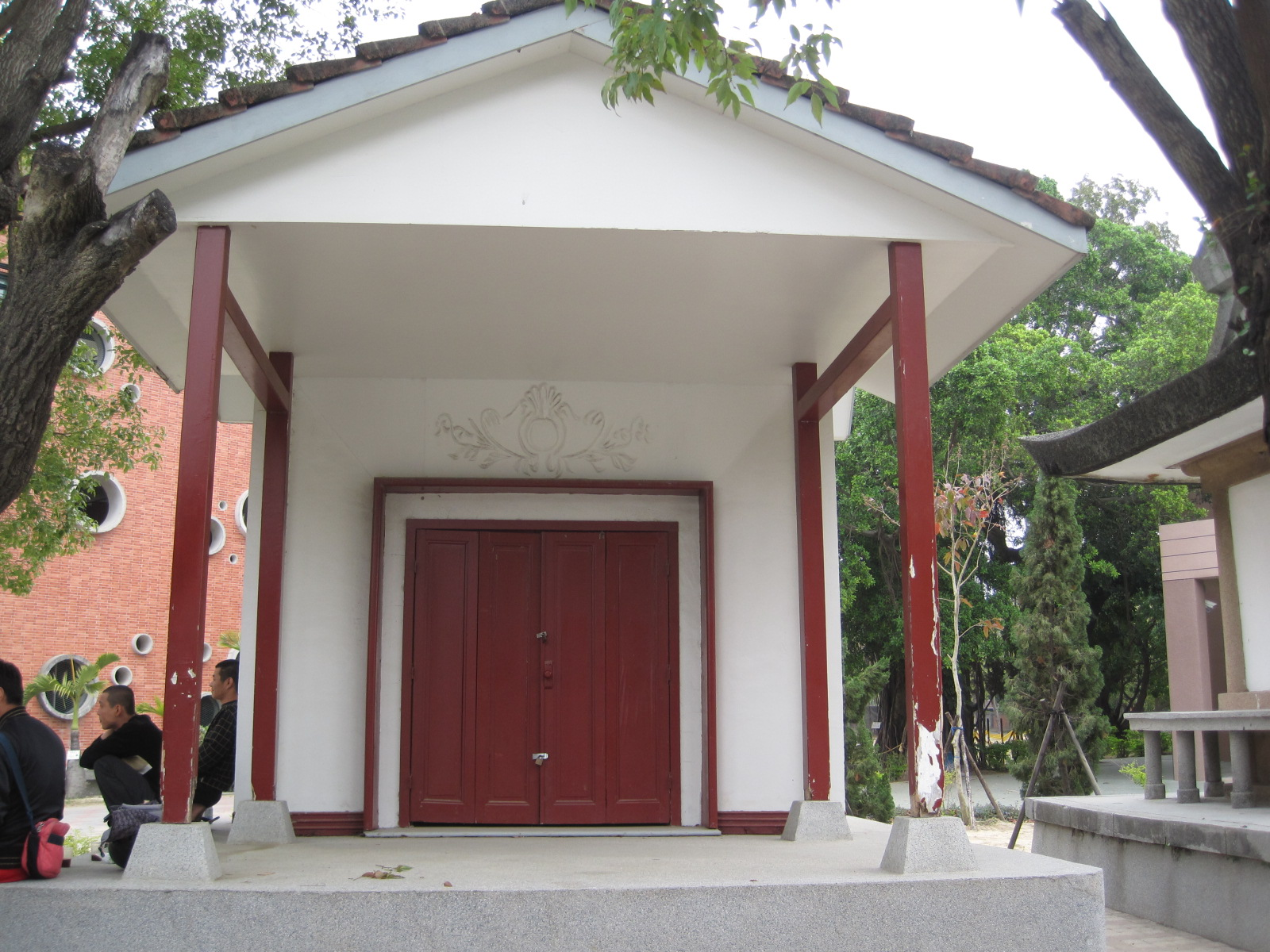
原校舍講堂裡的小舞臺，與奉安殿一起指定為歷史建築。

至於奉安殿在戰後雖未遭到破壞，但上頭卻寫上了口號標語（現已清除）。而在1980年代，由楊寶發擔任縣長期間因為興建新化鎮文化中心而將奉安殿向後移動，文化中心拆除以興建演藝廳後，又再次將奉安殿移動至今址。此外原本奉安殿被大鎖鎖著，於2006年1月25日在臺南縣文化局長葉澤山指揮下由鎖匠打開，但裡頭並未存放原本奉安殿裡該收藏的《教育敕語》與「天皇御真影」，而是一些舊文件、一個背後刻著「日昭和12年12月12日」的舊時鐘與保險櫃。

## 建築
奉安殿為鋼筋水泥建築，外觀與校內神社相似，為宮殿造型，但與校內神社不同的是奉安殿全為鋼筋水泥建築，而校內神社的主體為木造結構。